# Vicariato apostólico de El Petén
El vicariato apostólico de El Petén (en latín: Vicariatus Apostolicus de El Petén) es una circunscripción eclesiástica de la Iglesia católica en Guatemala. Se trata de un vicariato apostólico latino, inmediatamente sujeto a la Santa Sede. Desde el 10 de febrero de 2009 su vicario apostólico es Mario Fiandri, de la Pía Sociedad de San Francisco de Sales.

## Territorio y organización
El vicariato apostólico tiene 36 000 km² y extiende su jurisdicción sobre los fieles católicos de rito latino residentes en el departamento de Petén. 
La sede del vicariato apostólico se encuentra en la ciudad de Flores, en donde se halla la Catedral de Nuestra Señora de los Remedios y San Pablo Itzá. Se celebra como día más importante para el vicariato el 15 de enero en honor a la imagen del Cristo Negro de Petén, realizada por Quirio Cataño, quién también labró la imagen del Cristo Negro de Esquipulas.
En 2022 en el vicariato apostólico existían 18 parroquias.
En Petén los grupos originarios los constituyen las poblaciones maya mopán y maya itzá, poblaciones que se resistieron a la intromisión de los españoles por la vía de la guerra, y que luego fueron sometidos "pacíficamente" mediante el factor religioso y organizados en reducciones. A partir de los años 60 hasta hoy, por las rutas abiertas de Cobán (departamento de Alta Verapaz) se han desplazado hacia Petén grandes comunidades maya kekchí, que hoy representan el 42% de la población de Petén, mientras que los grupos maya mopán y maya itzá ahora no pasan del 1%, por un total de población indígena de un 43%.

## Historia
La administración apostólica de El Petén fue erigida el 10 de marzo de 1951 con la bula Omnium in catholico del papa Pío XII, obteniendo el territorio de la diócesis de Verapaz.
El 3 de febrero de 1984 la administración apostólica fue elevada a vicariato apostólico con la bula Cum Administratio Apostolica del papa Juan Pablo II.

## Estadísticas
Según el Anuario Pontificio 2023 el vicariato apostólico tenía a fines de 2022 un total de 978 000 fieles bautizados.
| Año                                                                             | Población            | Población | Población      | Sacerdotes | Sacerdotes    | Sacerdotes    | Bautizados por sacerdote | Diáconos permanentes | Religiosos | Religiosos | Parroquias |
| Año                                                                             | Bautizados católicos | Total     | % de católicos | Total      | Clero secular | Clero regular | Bautizados por sacerdote | Diáconos permanentes | Varones    | Mujeres    | Parroquias |
| ------------------------------------------------------------------------------- | -------------------- | --------- | -------------- | ---------- | ------------- | ------------- | ------------------------ | -------------------- | ---------- | ---------- | ---------- |
| 1966                                                                            | 25 000               | 26 000    | 96.2           | 10         | 10            |               | 2500                     |                      | 6          | 248        | 10         |
| 1968                                                                            | 37 000               | 39 000    | 94.9           | 10         |               | 10            | 3700                     |                      | 12         | 5          | 8          |
| 1976                                                                            | 99 000               | 120 000   | 82.5           | 11         |               | 11            | 9000                     | 1                    | 12         |            | 14         |
| 1980                                                                            | 132 000              | 176 000   | 75.0           | 7          |               | 7             | 18 857                   | 1                    | 9          | 11         | 15         |
| 1990                                                                            | 171 000              | 242 000   | 70.7           | 14         | 4             | 10            | 12 214                   |                      | 12         | 28         | 15         |
| 1990                                                                            | 171 000              | 242 000   | 70.7           | 14         | 4             | 10            | 12 214                   |                      | 12         | 28         | 15         |
| 1999                                                                            | 447 100              | 526 000   | 85.0           | 17         | 2             | 15            | 26 300                   |                      | 17         | 36         | 15         |
| 2000                                                                            | 420 000              | 535 000   | 78.5           | 17         | 2             | 15            | 24 705                   |                      | 16         | 36         | 15         |
| 2001                                                                            | 389 500              | 546 000   | 71.3           | 17         | 5             | 12            | 22 911                   |                      | 13         | 36         | 15         |
| 2002                                                                            | 490 000              | 575 000   | 85.2           | 20         | 6             | 14            | 24 500                   |                      | 16         | 36         | 15         |
| 2003                                                                            | 430 000              | 590 000   | 72.9           | 20         | 6             | 14            | 21 500                   |                      | 15         | 42         | 15         |
| 2004                                                                            | 410 000              | 605 000   | 67.8           | 20         | 6             | 14            | 20 500                   |                      | 14         | 40         | 15         |
| 2010                                                                            | 560 000              | 753 000   | 74.4           | 29         | 13            | 16            | 19 310                   |                      | 17         | 45         | 17         |
| 2014                                                                            | 814 000              | 828 000   | 98.3           | 24         | 7             | 17            | 33 916                   |                      | 18         | 51         | 18         |
| 2017                                                                            | 874 840              | 889 180   | 98.4           | 21         | 8             | 13            | 41 659                   |                      | 13         | 53         | 18         |
| 2020                                                                            | 936 500              | 952 000   | 98.4           | 21         | 8             | 13            | 44 595                   |                      | 13         | 53         | 18         |
| 2022                                                                            | 978 000              | 994 000   | 98.4           | 30         | 9             | 21            | 32 600                   |                      | 22         | 50         | 18         |
| Fuente: Catholic-Hierarchy, que a su vez toma los datos del Anuario Pontificio. |                      |           |                |            |               |               |                          |                      |            |            |            |

Existen religiosas de distintas congregaciones y nacionalidades, entre las cuales Hermanas de la Resurrección, Hermanas Dominicas Misioneras de San Sixto, Hermanas de la Sagrada Familia, etc.

### Situación económica
La mayoría de la población vive en condiciones precarias o de simple subsistencia alimenticia. Petén es el tercer departamento de Guatemala con mayor índice de pobreza; y se calcula que cerca del 70-75% de la población es pobre (con un 15% de este 70-75% que vive en la miseria).

## Episcopologio
| Nombre del obispo                                    | Nombramiento                   | Término                  | Comentario                                                 |
| ---------------------------------------------------- | ------------------------------ | ------------------------ | ---------------------------------------------------------- |
| Raimundo María Julián Manguán-Martín y Delgado, O.P. | abril de 1951                  | 11 de julio de 1956      | Renunció                                                   |
| Gabriel Viñamata Castelsagué, I.E.M.E.               | 11 de julio de 1956            | 1964                     | Falleció                                                   |
| Jenaro Artázcoz Lizárraga, I.E.M.E.                  | 4 de enero de 1964             | 1969                     | Falleció                                                   |
| Aguado Arraux, I.E.M.E.                              | 1969                           | 1970                     | Falleció                                                   |
| Luis María Estrada Paetau, O.P.                      | 30 de noviembre de 1970        | 27 de octubre de 1977    | Nombrado vicario apostólico de Izabal                      |
| Jorge Mario Ávila del Águila, C.M.                   | 3 de febrero de 1978           | 29 de enero de 1987      | Nombrado obispo de Jalapa                                  |
| Rodolfo Francisco Bobadilla Mata, C.M.               | 15 de mayo de 1987             | 28 de septiembre de 1996 | Nombrado obispo de Huehuetenango                           |
| Óscar Julio Vian Morales, S.D.B.                     | 30 de noviembre de 1996        | 19 de abril de 2007      | Nombrado arzobispo de Los Altos Quetzaltenango-Totonicapán |
| Mario Fiandri, S.D.B.                                | Desde el 10 de febrero de 2009 |                          |                                                            |